# آدم خوابش می‌گیره
آدم خوابش می‌گیره نمایشنامه‌ای است از علی نصیریان از اوایل دههٔ ۱۳۷۰.

## نمایش
محمد یعقوبی این نمایشنامه را به سال ۱۳۸۷ با بازی رویا افشار و محمدعلی کشاورز برای تلویزیون ایران تله‌تئاتر کرد.
نمایش آدم خوابش می‌گیره به کارگردانی محسن معینی و تهیه‌کنندگی نگین میرحسنی واحد و بازی علی نصیریان و محبوبه بیات در سال ۱۳۹۱ در فرهنگسرای نیاوران تهران به مدت ۲ ماه روی صحنه رفت. این نمایش نوشته علی نصیریان است و با دراماتورژی جدید محسن معینی به روی صحنه رفت. در طراحی این نمایش از تابلوهای مجموعه انهدام آیدین آغداشلو استفاده شده بود. آهنگساز این نمایش علی قمصری بود. بازیگر و زنش و به مدت دو ماه در پاییز سال ۹۱ به روی صحنه رفت.

## بازیگران
- علی نصیریان[۱۰]
- محبوبه بیات

## نگارخانه

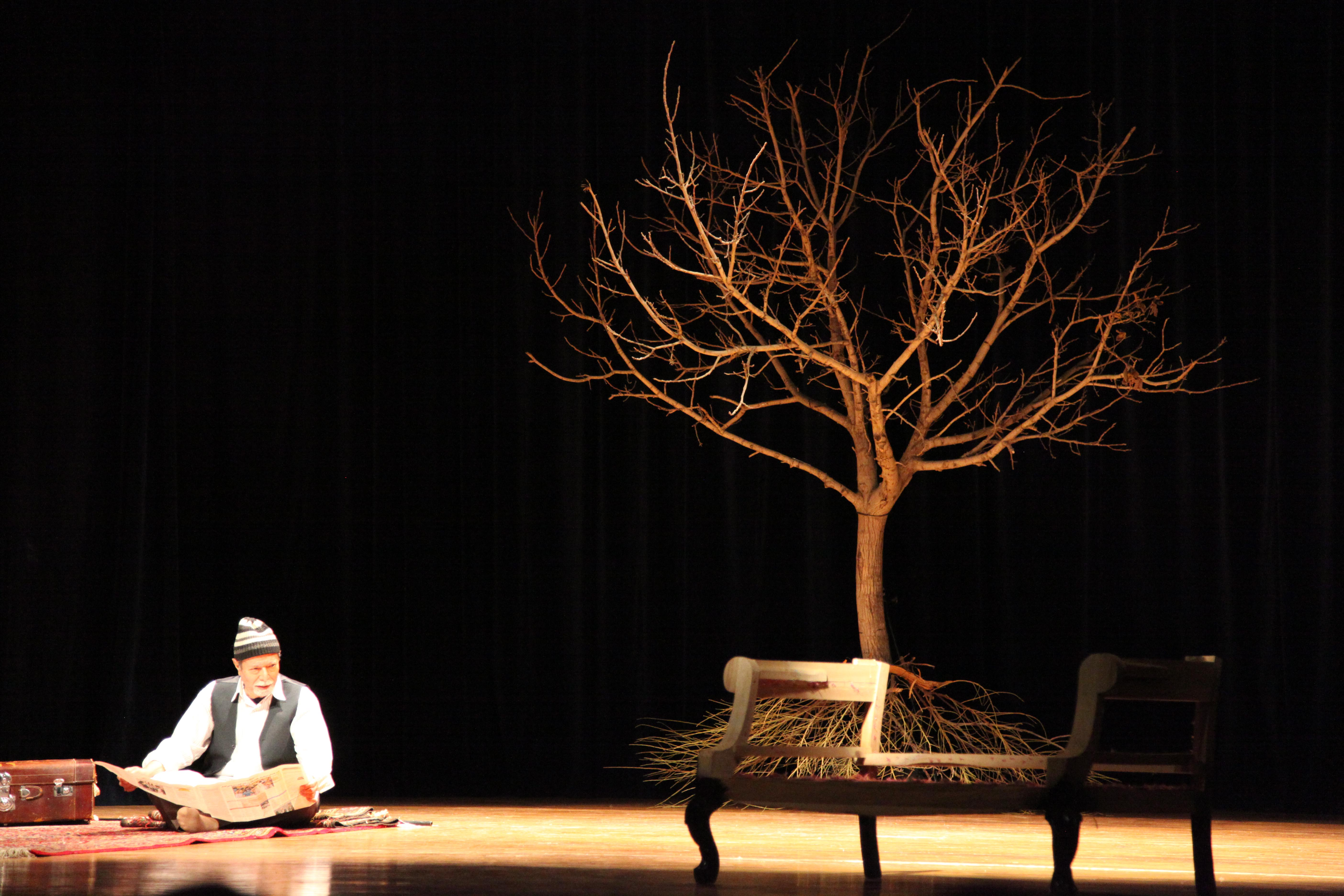
علی نصیریان در آدم خوابش میگیره
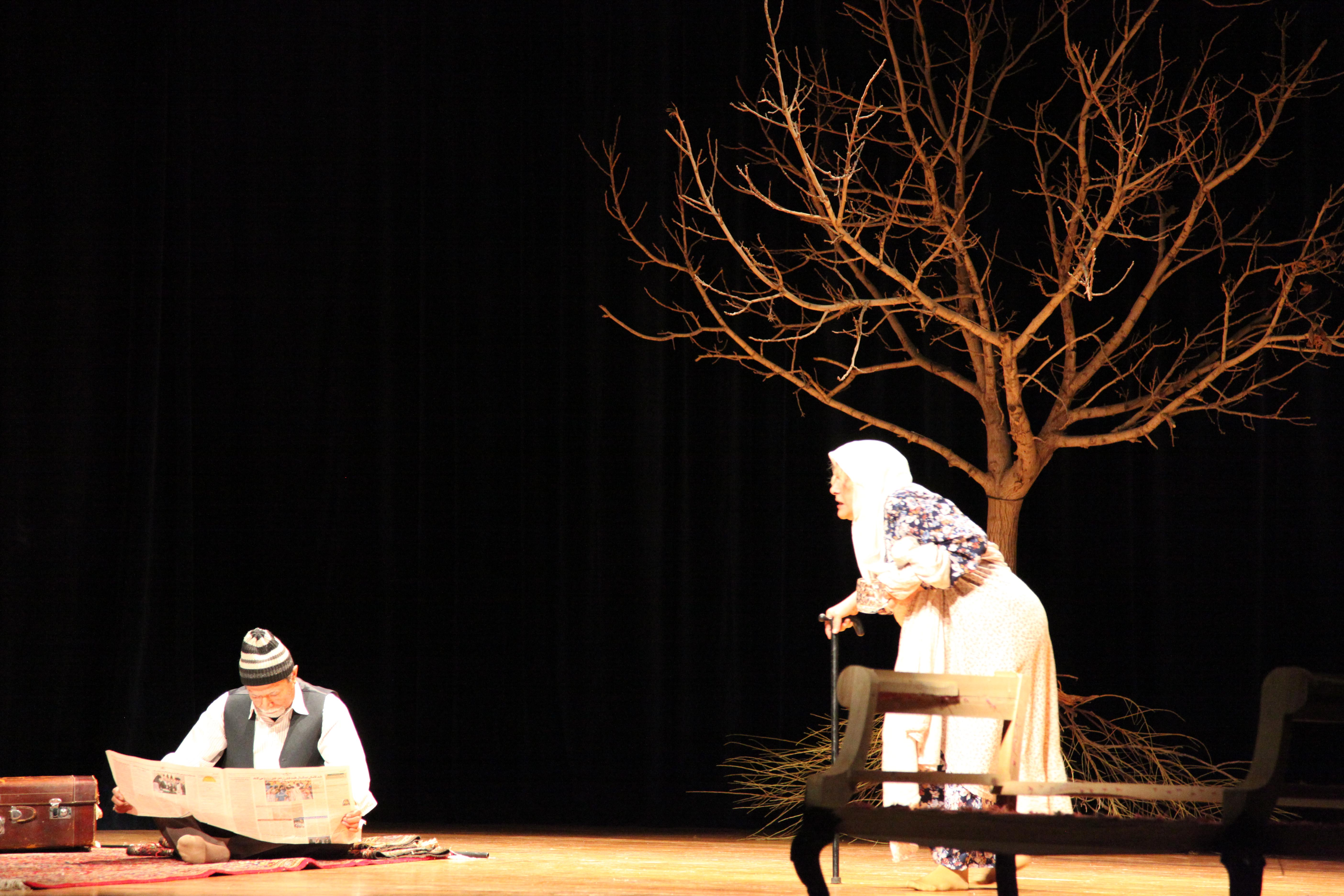
محبوبه بیات در آدم خوابش میگیره